# Тавери, Луиджи
Луиджи Тавери (фр. Luigi Taveri; 19 сентября 1929, Хорген, Швейцария — 1 марта 2018) — швейцарский мотогонщик, трехкратный чемпион мира в классе 125cc MotoGP.

## Биография
Луиджи Тавери дебютировал в чемпионате мира по шоссейно-кольцевым мотогонкам серии MotoGP в сезоне 1954, выступив на Гран-При Франции в классе 500сс на мотоцикле Norton. В 1955 году на Гран-При Испании в классе 125cc он одержал свою первую победу.
За свою карьеру Луиджи Тавери выступал на мотоциклах MV Agusta, Ducati, MZ, Kreidler и Honda, на котором в сезонах 1962, 1964 и 1966 стал чемпионом мира в классе 125cc.
Тавери умер 1 марта 2018 года от осложнений после инсульта в возрасте 88 лет.